# Austregésilo de Athayde
Austregésilo de Athayde (25 septembre 1898 - 13 septembre 1993) est un écrivain et journaliste né à Caruaru, dans le Pernambouc, au Brésil. 

## Biographie

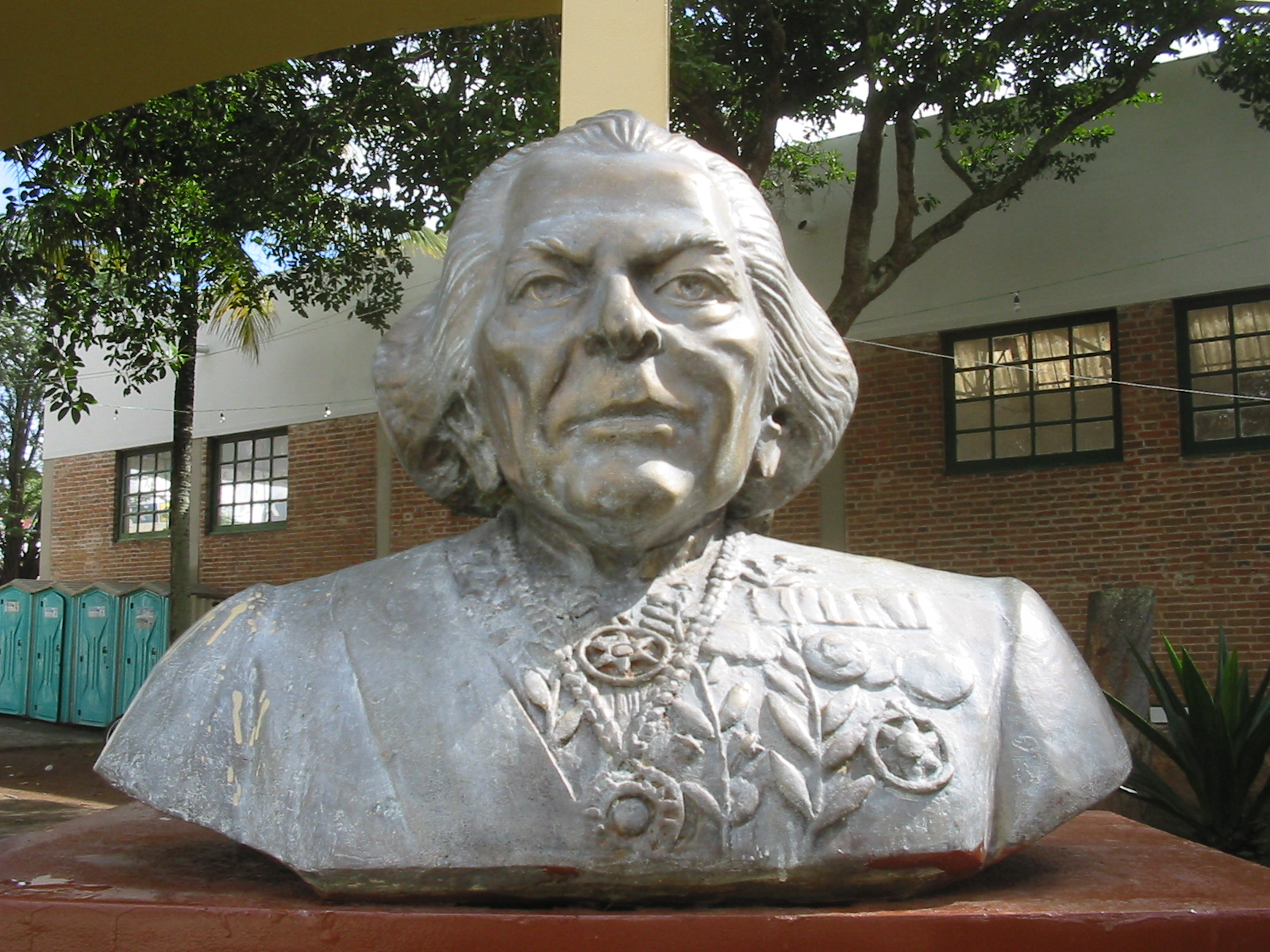
Buste d'Austregésilo de Athayde, à Caruaru, au Brésil.

Sa carrière comprend notamment l'invitation d'Assis Chateaubriand à occuper un poste de premier plan au sein des Diários Associados (en). Plus tard, il est devenu une figure emblématique de l'Académie brésilienne des lettres qu'il a présidé pendant trente-quatre ans.
Il a été particulièrement actif dans des causes liées aux droits de l'homme au Brésil : en 1948, il participe, en tant que délégué du Brésil, à la 3e Assemblée des Nations unies au palais de Chaillot, à Paris. Il est alors membre de la commission chargée de rédiger la Déclaration universelle des droits de l'homme, dont les débats ont joué un rôle décisif.
En 1968, à l'occasion du 20e anniversaire de la Déclaration universelle des droits de l'homme, l'Académie suédoise a décerné le prix Nobel de la paix au juriste et philosophe René Cassin. Dès qu’il a appris que cet hommage qui lui avait été rendu, en raison précisément du rôle qu'il avait joué dans la rédaction de la déclaration, René Cassin a appelé les journalistes et leur a déclaré : « Je veux partager l'honneur de ce prix avec le grand penseur brésilien Austregésilo de Athayde, qui, à mes côtés, pendant trois mois, a contribué à la réussite du travail que nous menions au nom de l’Organisation des Nations Unies. »
En 1978, à l'occasion du 30e anniversaire de ce document, le président américain Jimmy Carter, par une lettre adressée personnellement à Austregésilo de Athayde, a reconnu universellement le « leadership vital » qu’il avait su exercer dans la rédaction de la Déclaration universelle des droits de l'homme.
Au cours de son existence il a reçu cent soixante-dix médailles, plaques et décorations. Toutefois il a continué à affirmer que « l'acte le plus important de ma vie est d'avoir écrit la Déclaration universelle des droits de l'homme, une œuvre qui m’a projeté dans le monde entier et qui est ma grande fierté ».
Austregésilo de Athayde est décédé à Rio de Janeiro le 13 septembre 1993 à l'âge de 94 ans.